# Стійко-балкові конструкції
Сті́йко-ба́лкова констру́кція — архітектурна конструкція що складається з вертикальних (стіни, стовпи, колони) та горизонтальних (балки) тримальних елементів. Послідовний розвиток та естетичне осмислення цєї конструкції призвели до виникнення стійкого тектонічного порядку — ордерної системи.